# 蒋汉澄
蒋汉澄（1900年—1989年），男，江苏苏州人，中国摄影家，中国医学摄影创始人，曾任中国摄影学会常务理事。